# Distretto di Buucagaan
Il distretto di Buucagaan è uno dei venti distretti (sum) in cui è suddivisa la provincia di Bajanhongor, in Mongolia. Conta una popolazione di 3.452 abitanti (censimento 2006). 